# Sand in My Shoes
"Sand In My Shoes" là đĩa đơn thứ tư và là đĩa đơn cuối cùng trích từ album phòng thu thứ hai của Dido, Life for Rent. Đĩa đơn không thể hiện tốt ở thị trường Anh khi chỉ đạt vị trí thứ 29 tại UK Singles Chart nhưng đạt thành công tại thị trường Châu Âu và Hoa Kỹ. Dù vậy, ca khúc tìm được thành công tại Anh sau khi Above & Beyond phối lại nó. Phần lời diễn tả một người phụ nữ độc thân quay trở lại sự hối hả thường ngày sau kì nghỉ mát, trong khi hồi tưởng lại mối tình mà cô có trước đây.

## Danh sách bài hát
Đĩa đơn dưới dạng CD
1. "Sand In My Shoes" (phiên bản trong album)
2. "Sand In My Shoes" (Bản phối của Dab Hands Baleria Injection)
3. "Sand In My Shoes" (Bản phối của Beginerz)
4. "Sand In My Shoes" (Bản phối của Steve Lawler We Love Ibiza)
5. "Sand In My Shoes" (Bản phối của Rollo & Mark Bates)

Đĩa đơn dạng đĩa 12
1. "Sand In My Shoes" (Bản phối của Above & Beyond)
2. "Sand In My Shoes" (Bản phối của Filterheadz)

## Các bảng xếp hạng
| Các bảng xếp hạng (2004)                 | Thứ hạng cao nhất |
| ---------------------------------------- | ----------------- |
| Úc (ARIA)                                | 37                |
| Áo (Ö3 Austria Top 40)                   | 57                |
| Bỉ (Ultratop 50 Wallonia)                | 15                |
| Đức (GfK)                                | 37                |
| Thụy Sĩ (Schweizer Hitparade)            | 95                |
| UK Singles (The Official Charts Company) | 29                |
| US Billboard Hot Dance Club Songs        | 1                 |
| US Billboard Adult Pop Songs             | 24                |